# Horta Sul
Horta Sud, também conhecida como Horta-Albufera, (em castelhano: Huerta Sur ou Huerta-Albufera) é uma comarca da Comunidade Valenciana, na Espanha. Está localizada na província de Valência, e a cidade mais populosa é o município de Catarroja. Limita com a cidade de Valência e com as comarcas de Horta Oest, Ribera Alta, Ribera Baixa, e com o Parque Natural da Albufera.

## Municípios
| Município            | População | Área  | Densidade |
| -------------------- | --------- | ----- | --------- |
| Catarroja            | 27.175    | 13    | 2.090,38  |
| Paiporta             | 23.980    | 3,9   | 6.148,72  |
| Alfafar              | 20.730    | 10,1  | 2.052,48  |
| Picassent            | 19.944    | 85,78 | 232,5     |
| Silla                | 19.143    | 25    | 765,72    |
| Albal                | 15.618    | 7,4   | 2.110,54  |
| Benetússer           | 15.399    | 0,76  | 20.261,84 |
| Sedaví               | 9.971     | 1,8   | 5.539,44  |
| Alcácer              | 9.309     | 9     | 1.033,19  |
| Massanassa           | 8.918     | 5,60  | 1.592,5   |
| Beniparrell          | 1.950     | 3,7   | 527,03    |
| Llocnou de la Corona | 130       | 0,04  | 3.250     |